# Uhlárik János
Uhlárik János (Léva, 1860. április 10. – Nagyszombat, 1904. május 30.) bölcseleti doktor, esztergom-főegyházmegyei áldozópap és a katolikus érseki gimnázium tanára Nagyszombatban.

## Élete
A gimnáziumot szülőhelyén, majd Esztergomban (IV. osztály) és Nagyszombatban, a teológiát 1879 és 1883 között a budapesti tudományegyetemen végezte. 1883. július 22-én fölszentelték. Káplán volt Komáromban, 1884-ben a nagyszombati Érseki Gimnázium tanára és 1885-től a konviktus elöljárója. 1889. március 16-án bölcseletdoktori oklevelet nyert, majd 1890. május 15-én tett tanári vizsgát latinból és görögből.

## Művei
- Anonymus latinsága. Nyelvészeti tanulmány. Nagyszombat, 1889. (Ism. Egyetemes Philol. Közlöny).
- Erzsébet lengyel királynénak a királyi gyermek neveléséről fiához, II. Ulászló Magyar- és Csehország királyához írt könyve. A bécsi cs. és kir. udvari könyvtárnak 10,573. sz. XVI. századi kodexéből fordítva. Pozsony, 1893. (Különny. a Kalauzból).